# Wolfgang Spickermann
Wolfgang Spickermann (* 16. Juli 1959 in Oberhausen-Sterkrade) ist ein deutscher Althistoriker und Religionswissenschaftler.
Wolfgang Spickermann studierte die Fächer Geschichte, katholische Theologie und Philosophie an der Ruhr-Universität Bochum und Alte Geschichte an der Universität Osnabrück. 1991 erfolgte seine Promotion über das Thema der Götterverehrung von Frauen im römischen Gallien, Germanien und Rätien. 2002 habilitierte er sich. Spickermann war wissenschaftlicher Assistent und Oberassistent bei der Alten Geschichte an der Universität Osnabrück und wissenschaftlicher Mitarbeiter bei der Vergleichenden Religionswissenschaft an der Universität Erfurt. Von 2005 bis 2007 war er Lehrbeauftragter für Alte Kirchengeschichte der Ruhr-Universität Bochum und hatte von 2007 bis Frühjahr 2008 eine Lehrstuhlvertretung für Alte Geschichte an der Universität Trier inne. Von März 2009 bis September 2013 bekleidete er die Professur für Religionsgeschichte des Mittelmeerraumes in der römischen Antike am Max-Weber-Kolleg der Universität Erfurt, von Mai 2011 bis September 2013 war er Leiter des Kollegs. Seit Oktober 2013 ist er Universitätsprofessor für Alte Geschichte am Institut für Antike der Universität Graz und assoziierter Fellow am Max-Weber-Kolleg der Universität Erfurt.
Seine Forschungsschwerpunkte sind die römische Religions- und Sozialgeschichte, die Lateinische Epigraphik, Staat und Kirche in der Spätantike sowie die Kultur- und Geistesgeschichte des 2. Jahrhunderts n. Chr. (Lukian von Samosata). Spickermann ist Gründungs- und seit vielen Jahren Vorstandsmitglied der Arbeitsgemeinschaft Geschichte und EDV e. V. und arbeitet an der Produktion und Evaluation digitaler Medien im Bereich der Geschichtswissenschaft. Ferner ist er Vorsitzender des Centre for Military Studies (Graz) und seit 2003 des Vereins zur Erhaltung der Burg Pürnstein und des kulturellen Erbes in Neufelden. Seit 2017 ist er einer der Sprecher des Internationalen Graduiertenkollegs „Resonante Weltbeziehungen in sozio-religiösen Praktiken in Antike und Gegenwart“ der Universität Graz und des Max-Weber-Kolleg der Universität Erfurt. Seit 2018 ist er ordentliches Mitglied der Europäischen Akademie der Wissenschaften und Künste.

## Schriften (Auswahl)
Monographien
- „Mulieres ex voto“. Untersuchungen zur Götterverehrung von Frauen im römischen Gallien, Germanien und Rätien (1.–3. Jahrhundert n. Chr.) (= Bochumer Historische Studien – Alte Geschichte. Nummer 12). Brockmeyer, Bochum 1994, ISBN 3-8196-0288-7.
- Religionsgeschichte des römischen Germanien. Bd. 1: Germania Superior (= Religion der römischen Provinzen. Bd. 2). Mohr Siebeck, Tübingen 2003, ISBN 978-3-16-146686-1.
- Religionsgeschichte des römischen Germanien. Bd. 2: Germania Inferior (= Religion der römischen Provinzen. Bd. 3). Mohr Siebeck, Tübingen 2008, ISBN 978-3-16-149381-2.

Herausgeberschaften
- Religion in den germanischen Provinzen Roms. Mohr Siebeck, Tübingen 2001, ISBN 3-16-147613-1.
- mit Rainer Wiegels: Keltische Götter im Römischen Reich. Akten des 4. Internationalen Workshops „Fontes Epigraphici Religionis Celticae Antiquae“ (F.E.R.C.AN.) vom 4.–6. Oktober 2002 an der Universität Osnabrück. Bibliopolis, Möhnesee 2005, ISBN 3-933925-69-X.
- Rom, Germanien und das Reich. Festschrift für Rainer Wiegels anlässlich seines 65. Geburtstages. Scripta-Mercaturae-Verlag, St. Katharinen 2005, ISBN 3-89590-159-8.
- mit Hubert Cancik und Alfred Schäfer: Zentralität und Religion. Zur Formierung urbaner Zentren im Imperium Romanum (= Studien und Texte zu Antike und Christentum. Bd. 39). Mohr Siebeck, Tübingen 2006, ISBN 978-3-16-149155-9.
- mit Jörg Rüpke: Reflections on Religious Individuality. Greco-Roman and Judaeo-Christian Texts and Practices (= Religionsgeschichtliche Versuche und Vorarbeiten. Bd. 62). Walter de Gruyter, Berlin/Boston 2012, ISBN 978-3-11-028674-8.
- Keltische Götternamen als individuelle Option? Celtic Theonyms as an Individual Option? Akten des 11. internationalen Workshops „Fontes Epigraphici Religionum Celticarum Antiquarum“ vom 19.–21. Mai 2011 an der Universität Erfurt (= Osnabrücker Forschungen zu Altertum und Antike-Rezeption. Bd. 19). Leidorf, Rahden/Westfalen 2013, ISBN 978-3-89646-740-9.
- mit Katharina Waldner, Richard Gordon: Burial rituals, ideas of afterlife, and the individual in the hellenistic world and the Roman empire (= Potsdamer altertumswissenschaftliche Beiträge. Bd. 57). Steiner, Stuttgart 2016, ISBN 3-515-11546-3.
- mit Leif Scheuermann: Religiöse Praktiken in der Antike. Individuum – Gesellschaft – Weltbeziehung (=  Keryx. Bd. 4). Unipress Graz, Graz 2016, ISBN 3-902666-41-2.
- Frühes Christentum im Ostalpenraum (=  Keryx. Bd. 5). Unipress Graz, Graz 2018, ISBN 978-3-902666-59-8.
- mit Peter Scherrer: Spätantiker Polytheismus im Westen des Römischen Reiches (=  Keryx. Bd. 6). Unipress Graz, Graz 2021, ISBN 978-3-902666-90-1.
- mit Sabine Haring: Leben mit und an der Grenze. Unipress Graz, Graz 2022, ISBN 978-3-902666-93-2.
- mit Paul Christensen, Christian Mann, Zinon Papakonstantinou, Werner Petermandl, Robert Rollinger, Ingomar Weiler Nikephoros. Zeitschrift für Sport und Kultur im Altertum, Weidmann, Hildesheim, ISBN 978-3-615-00434-2 (seit 2014).